# Stanisław Klink
Stanisław Klink (ur. 24 stycznia 1884 w Łodzi, zm. 17 listopada 1968 w Zgierzu) – tkacz, działacz socjalistyczny i komunistyczny.
Po ukończeniu szkoły powszechnej został tkaczem i w latach 1903–1906 pracował w zakładach I. Poznańskiego. Od ok. 1904 członek PPS, kolporter, agitator i przedstawiciel komitetu fabrycznego. Brał udział w strajkach robotniczych, 24 V 1907 aresztowany i uwięziony w Łodzi i Sieradzu, po czym wydalony z Granic Kraju Nadwiślańskiego i wysłany do Wołkowyska, gdzie był pomocnikiem murarza. Po powrocie w 1910 zamieszkał w Zgierzu, gdzie do wybuchu I wojny światowej był tkaczem w fabryce, a w latach 1914–1924 pracował na kolei. W pierwszej połowie lat 20. wstąpił do KPP, członek komitetu KPP w Zgierzu. W latach 1926–1931 był w PPS-Lewicy i w organizacji wolnomyślicielskiej. Od 1924 delegat robotniczy i członek komitetu fabrycznego Związku Zawodowego Robotników i Robotnic Przemysłu Włókienniczego w Polsce w fabryce wyrobów sukienniczych Brodacza. X 1928 podczas strajku powszechnego włókniarzy członek komisji strajkowej, za co został zwolniony z pracy. Od 1931 działacz Lewicy Związkowej, 1933 współorganizował strajk włókniarzy i strajki ekonomiczne i demonstracje bezrobotnych. Przygotowywał obchody 1 maja, agitację antywojenną i kampanię wyborczą do Rady Miejskiej w Zgierzu w 1936 (z ramienia KPP). Za działalność kilka razy go aresztowano. Od 1941 do 1943 na przymusowych robotach w Niemczech, po powrocie był murarzem. Od 21 I 1945 w PPR, do 1949 gospodarz lokalu Rady Związku Zawodowych w Zgierzu, później był portierem w Państwowych Zakładach Przemysłu Wełnianego, od 1957 na rencie dla zasłużonych. W 1955 został odznaczony Orderem Sztandaru Pracy II klasy.